# 宗一
武仙座110，又名BD+20 3926，HD 173667、SAO 86406、HR 7061，是武仙座的一颗恒星，视星等为4.19，位于銀經50.79，銀緯10.43，其B1900.0坐标为赤經18h 41m 21.4s，赤緯+20° 10.43′ 2″。